# Polydactylus macrochir
Polydactylus macrochir és una espècie de peix pertanyent a la família dels polinèmids.
Es troba al sud de Nova Guinea

i el nord d'Austràlia.
És un peix d'aigua dolça, marina i salabrosa; demersal; catàdrom i de clima tropical (5°S-28°S, 121°E-154°E), el qual viu entre 0-6 m de fondària en aigües terboles costaneres, estuaris, manglars i rius de fons sorrencs i fangosos.
És hermafrodita.
Menja gambes i peixos.
A Austràlia és depredat per la barramunda catàdroma (Lates calcarifer),
el cocodril marí (Crocodylus porosus), d'altres polinèmids, taurons i rajades.
La seua esperança de vida és de 20 anys.
És inofensiu per als humans.

## Morfologia
- Pot arribar a fer 170 cm de llargària màxima (normalment, en fa 48) i 45 kg de pes.
- Cos sense taques ni ratlles.
- Radis no ramificats a les aletes pectorals.
- El quart filament pectoral és allargat.
- La segona espina de l'aleta dorsal és més robusta que les altres.
- El marge posterior del maxil·lar superior s'estén molt més enllà del nivell de la vora posterior de la parpella adiposa.[9][17][18][19]